# لاسلطوية فردية
اللاسلطوية الفردية (بالإنجليزية: Individualist anarchism)‏ تشير إلى عدة توجهات فكرية في الحركة اللاسلطوية، والتي تركز على الفرد وإرادته فوق المحددات الخارجية، مثل الجماعات والمجتمع والتقاليد والنظم العقائدية. لا تعد اللاسلطوية الفردية فلسفة واحدة، ولكنها تشير إلى مجموعة من الفلسفات الفردية والتي هي أحيانًا في صراع فيما بينها. انتشرت من هناك عبر أوروبا والولايات المتحدة. يقول بنيامين تاكر اللاسلطوي الفردي الشهير من القرن التاسع عشر أن «إذا كان للفرد الحق في حكم نفسه، فإن كل الحكومات الخارجية هي طغيان».

## نظرة عامة
أنواع اللاسلطوية الفردية المختلفة تتشابه في بعض النقاط:
1. التركيز على الفرد وإرادته باختيار لأي مبادئ مثل الأخلاق، الأيدلوجية، المظهر الاجتماعي، الدين، الأفكار، وإرادة الآخرين.
2. رفض التحفظات على فكرة التظاهر؛ والنظر لها كوقت لإنتفاضة جماهير لتمكنها من تفريخ حكومات جديدة. وبدلا عن ذلك يتم تفضيل طرق أكثر تطويراٌ لجلب لاسلطوية خلال خبرات وتجارب مختلفة، وتعليم يمكن إيجاده في يومنا المعاصر. وذلك أيضالأن الأفراد لاترغب في الانتظار لثورة لتبدأ اختبار تجارب أخرى، خارج المعروض في النظام الاجتماعي الحالي.
3. النظرة التي تقول أن العلاقات بين الفرد والآخرين، أو الأشياء يمكن أن تكون فقط في مصلحة الفرد. ويمكن أيضا أن تكون علاقات مؤقتة بدون تنازلات مرغوبة، حيث أن تضحية اللاسلطوي الفردي دائماً مرفوضة. وهكذا ماكس ستيرنر أوصى بشركات تتكون من أنويين. ولأجل ذلك الخبرة الفردية والاستكشاف الفردي مهمان.

الشكل الأنوي للاسلطوية الفردية -المشتقة من فلسفة ماكس ستيرنر- يدعم الفرد ليفعل ما يشاء بدون أخذ أي اعتبار لإله أو لحكومة أو أية قوانين أخلاقية. طبقاً لستيرنر الحقوق تضليل ومغالطة للعقل، فالمجتمع ليس له وجود ولكن وجود الأفراد هي حقيقة المجتمع. دعم الملكية بالإكراه عن الملكية الممتلكة عن طريق أخلاقي.
دافع ستيرنر عن اثبات النفس وتوقع شركات أنويين نتيجة قسوة الآخرين - بعضهم البعض.

وبالنسبة المؤرخ اللاسلطوي الأمريكي إيونس مينيت شوستر قال أن اللاسلطوية الفردية الأميريكية تشدد على عزل الفرد، وعلى حقه لاستخدام أدواته وعقله وجسده ومنتجات عمله. إلى الفنان الذي يحتضن فلسفة جمالية لاسلطوية، إلى المصلح الذي يحتضن فلسفة أخلاقية لاسلطوية، إلى الميكانيكي المستقل الذي يحتضن فلسفة اقتصادية لاسلطوية. السابق مهتم بالفلسفة والأخير بالإيضاح العملي. الاقتصادي اللاسلطوي مهتم بإنشاء مجتمع مبني على أساس اللاسلطوية. اقتصادياً يرى أنه لا يوجد أذى في الملكية الخاصة لما ينتجه عمله. أما النوع الجمالي الأخلاقي، فيجد التعبير في الفلسفة العالية/ الإبهام والإنسانية والرومانسية للجزء الأول من القرن التاسع عشر، أم النوع الاقتصادي في الحياة رواد الغربك خلال نفس الفترة التاريخية ولكنها مفضلة أكثر بعد الحرب الأهلية. ولهذا السبب من المقترح لفهم اللاسلطوي الفردي الأميركي لابد الأخذ في الحسبان أن السياق الاجتماعي لأفكارهم حدد إسميا التغيير لأميركا من مجتمع ماقبل الرأسمالية إلى مجتمع رأسمالي. الطبيعة الغير رأسمالية للولايات المتحدة القديمة، يمكن أن ينظر لها من ناحية هيمنة العمالة الذاتية (إنتاج فني وزراعي). في بداية القرن التاسع عشر كان حوالي 80 بالمائة من تعداد العمال الذاتيين الذكور (باستثناء العبيد). الغالبية العظمى من الأميريكيين خلال ذلك الوقت كانوا مزارعين يعملون بأراضيهم الخاصة، وببدائية للحصول على مطالبهم الأساسية. وهكذا اللاسلطوية الفردية كانت بوضح شكلاً من الاشتراكية الحرفية... بينما كانت اللاسلطوية الشيوعية والنقابية اللاسلطوية نوعاً من أشكال الاشتراكية الصناعية.

## التأثيرات المبكرة

### ويليام غودوين

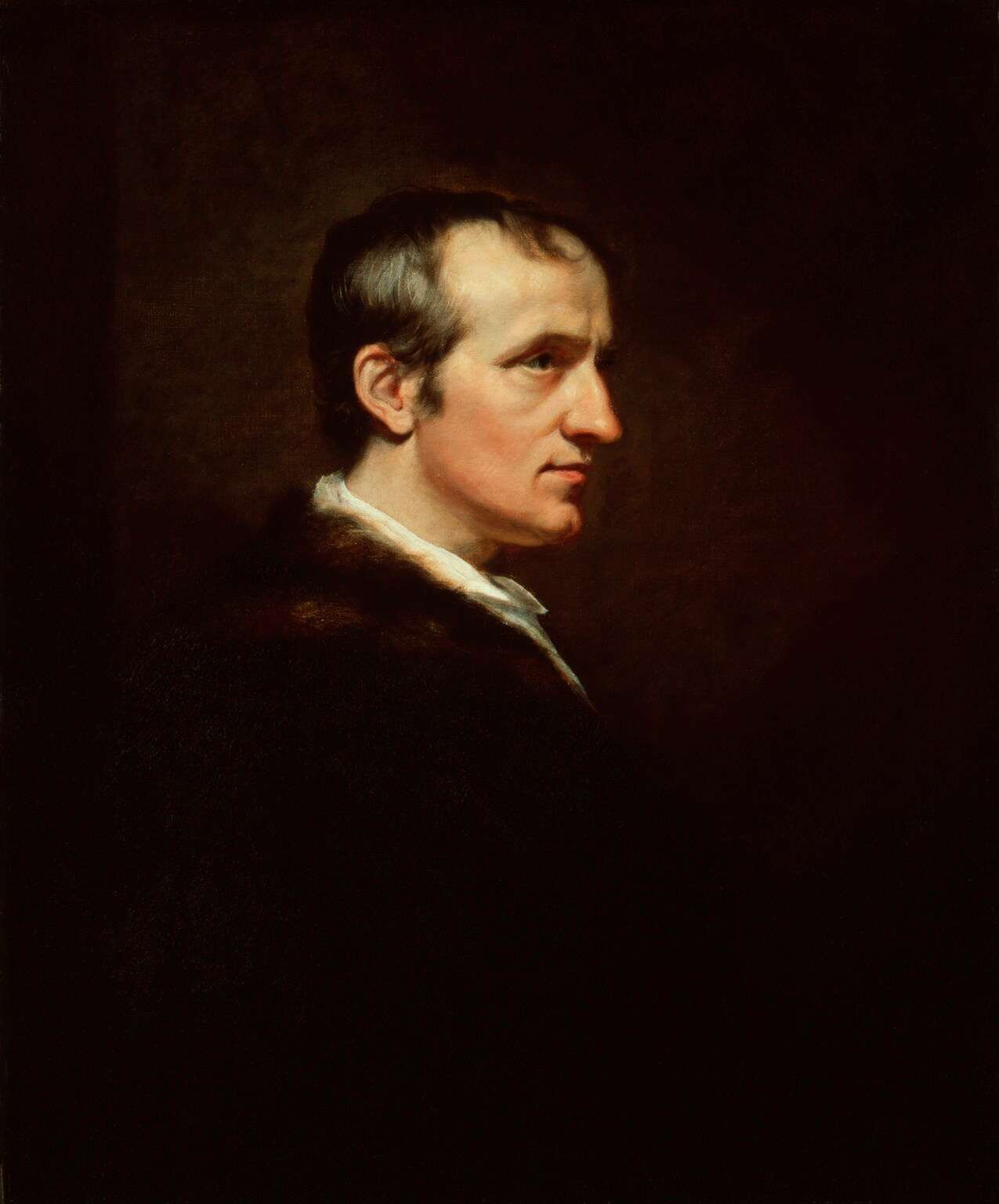
ويليام غودوين

يعتبر ويليام غودوين لاسلطوي فردي ولاسلطوي فلسفي تأثر بأفكار عصر التنوير، وطور التعبير الحديث للاسلطوي. كان غودوين -طبقاً لـبيوتر كروبوتكين - «هو الأول من صاغ المبادئ السياسية والاقتصادية للاسلطوية، حتى أنه لم يطلق أي مسميات للأفكار التي طورها في أعماله.» دافع غودوين عن الفردية المتطرفة، مقترحاً أن كل أشكال التعاون في العمل يجب أن يُلغى. كان غودوين منفعي مؤمناً بأن كل الأفراد غير متساوين في القيمة، وأن بعضاً منا «لهم قيمة أكبر واهمية أكبر» من الآخرين الذين يعتمدوا علينا في إعالتهم. ولهذا لا يؤمن بتساوي الحقوق، ولكن لابد من تقدير حياة الشخص وهذا يؤدي للصالح العام.تعارض غودوين مع الحكومة لأنها تتعدى على حق الفرد في حكم خاص لتحديد الأفعال التي تعظم من المنفعة، ولكن ينتقد أيضاً كل السلطات على حكم الفرد. وهذا جانب من فلسفة غودوين، بحذف المنفعة، تطور ليصبح أكثر تطرفاً على يد شتيرنر.
أخذ غودوين الفردية لأقصى حد أصولي لمنع الأفراد من أن يؤدوا مع بعضهم البعض في أوركسترا، كاتباً في العدالة السياسية أن «يُفهم كل شيء عن طريق التعاون بنوع ما كشر.» الاستثناء الوحيد الظاهر لهذا التضاد للتعاون هو جمعية طواعية تنهض عندما يُهدد المجتمع بقوة عنيفة. السبب الواحد الذي عارض عنه أي شكل تعاوني هو أنه يتدخل في قدرة الفرد ليقوم بعمل خيري لصالح جيد. يعارض غودوين فكرة الحكومة ولكنه كتب أن حدأدنى من الدولة يعتبر شرٌ لابد منه حتى يصبح في غير محله وبلا قوة عن طريق الانتشار التدريجي للمعرفة. وبوضوح عبر عن معارضته للديموقراطية، لخوفه من قمع الأغلبية للفرد (ومع ذلك يظن أنها مفضلة للدكتاتورية).
دعم غودوين ملكية الفرد للأشياء، مفسراً «إمبراطورية أي شخص تتوج عن طريق الإنتاج لصناعته الخاصة.» مع ذلك دافع عن تبادل الأفراد فائض الممتلكات في أوقات الاحتياج، بدون ربطها بالتجارة. هكذا، بينما يكون للناس الحق في امتلاك ملكية خاصة، يجب أن يتبرعوا بها كطريقة تدل على محبة الغير. وهذايعتمد على المبادئ النفعية؛ قال: «كل شخص له الحق في الامتلاك الحصري لمكافأة أُعطت له، كم كبير من المبالغ أو السعادة أكثر مما قد خصص لهذا» مع ذلك الإحسان ليس إجبارياً لأن ذلك يخضع لحكم فردي خاص حر. لم يدافع عن مجتمع إنتاجي أو زعم ملكية جمعية كما هو متعارف في الشيوعية، ولكن معتقدته أن الأفراد من الأولى ان يساهموا لمن هو في حاجة للمساعدة، مما عرف لاحقاً وتطور إلى اللاسلطوية الشيوعية.
آراء غودوين السياسية كانت متنوعة ولا تتفق تماماً مع أي من العقائديات التي تصرح بالتأثر به؛ كتاب الاشتراكي القياسي، أصل الحزب الاشتراكي البريطاني، يعتبر غودوين فردي وشيوعي؛ الرأسمالي اللاسلطوي موراي روثبارد لم يدرج غودوين تحت قائمة الفرديين بتاتاً، ويرجع إليه أنه «مؤسس اللاسلطوية الشيوعية»؛ المؤرخ ألبير وايزبور يعتبره لاسلطوي فردي بدون أي تحفظات. بعض الكتاب يرون دفاع غودوين عن الحكم الخاص والمنفعية، كما يقول أنه من الأخلاق أن يعطي الأفراد فائض ممتلكاتهم وكل هذا يؤدي إلى مجتمع متزن متساوي، ولكن في نفس الوقت يصر على أن كل الأشياء متروكه لاختيار الفرد. العديد من أفكار غودوين تغيرت عبر الزمن، كما لاحظ ذلك كروبوتكين.
تأثر وليام غودوين "اشتراكية روبرت أوين وشارل فوريه. بعد نجاح مجازفته البريطانية، أقام أوين بنفسه مجتمع تعاوني في الولايات المتحدة في نيو هارموني، بإنديانا خلال 1825. جوزيا وارن كان عضو من هذه الكميونة (1798-1874)، يعتبر أول لاسلطوي فردي. بعد فشل نيو هارموني، نقل وارن ولائاته العقائدية من الاشتراكية للاسلطوية (حيث لم تكن وثبة كبيرة، حيث أن اشتراكية أوين اعتمدت على لاسلطوية غودوين.)

### بيير جوزيف برودون

بيير جوزيف برودون

كان بيير جوزيف برودون (1809-1865) أول فيلسوف يطلق على نفسه لا سلطوي. يعتبر البعض برودون لاسلطوي فردي، بينما يعتبره لاسلطوي اشتراكي. لا يصنف بعض المعلقين برودون كلاسلطوي فردي بسبب تفضيله للمشاركة في الصناعات الكبيرة على التحكم الفردي. ومع ذلك له تأثير كبير على الفرديين الأميريكيين؛ في الأربعينات والخمسينات من القرن الثامن عشر، قدم شارلز دانا وليام جرين أعمال برودون للولايات المتحدة. كَيّف جرين تبادلية برودون لتناسب الظروف الأميريكية وقدمها لبنيامين تاكر.
عارض برودون حصانة الحكومة التي تحمي مصالح الرأسمالي والمصالح المصرفية والأراضي، والتراكم أو حيازة الممتلكات -وأي شكل من قسري تسوقه لها- حيث في ظنه أن ذلك يعيق المنافسة ويبقي الثروة في أيادي قلة. حبذ برودون حق الأفراد بالاحتفاظ بناتج عملهم كملكيتهم الخاصة، ولكن يظن أيضأً أن أي ملكية تتجاوز ذلك التي ينتجها الفرد ويمكن أن يمتلكها غير شرعياً. هكذا رأى الملكية الخاصة كشيء مهم للحرية وطريق للطغيان، السابق عندما ينتجه العامل ويكون مطللوباً والآخر عندما تُتنتج بإستغلال (ربح أو فائدة أو ريع أو ضرائب). أطلق عامةً على السابق (الامتلاك) والأخير (ملكية). بالنسبة للصناعة التي على نطاق واسع، دعم الجمعيات العمالية لتحل محل رواتب العمالة ورفض ملكية الأرض.
ذكر برودون أن العمال يجب عليهم الإبقاء على كل ما ينتجونه، هي قوى تحظر أن الاحتكارات على الائتمان والأرض. أشار إلى نظام اقتصادي يشمل الملكية الخاصة كامتلاك وسوق تبادل، ولكن بدون ربح وأسماها تبادلية. إنها فلسفة برودون التي كان يرفضها بصراحة جوزيف ديجاك في بداية الشيوعية اللاسلطوية، وأكد لاحقاً لبرودون في رسالة تقول «إنه ليس ناتج العمالة التي العامل له الحق ولكن لإرضاء وإشباع حاجاته، مهما كانت طبيعته.» فردية بدلاً من الشيوعية اللاسلطوية، وصرح برودون أن «الشيوعية.. هي نكرانٌ صارخ للمجتمع في تأسيسه..» وقال جملته المشهورة «الملكية سرقة!» في إرجاعه لرفض حقوق الملكية لمنح الأرض للشخص الذي لا يستخدم الأرض.
بعد أن إنقسم ديجاك والآخرون عن برودون نتيجة للتدعيم الأخير للملكية الفردية والاقتصاد التبادلي، العلاقة بين الفرديين، الذين استمروا بميل نسبي مع فلسفة برودون، وكان الشيوعيون اللاسلطويون يوصفوا بدرجات متعددة من التضاد والتناغم. كمثال، يحب الفرديون تاكر ومن ناحية آخر ترجموا وأعادوا طباعة أعمال الجمعيين أمثال ميخائيل باكونين، بينما على النقيض الآخر رفضوا أفكار الاقتصاد الجمعية والشيوعية لعدم توافقها مع مثاليات اللاسلطوية.

### ماكس شتيرنر

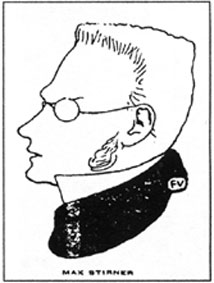
الفيلسوف الألماني ماكس شتيرنر

يوهان كاسبر شميتد المعروف بـماكس شتيرنر فيلسوف ألماني، يعتبر من أحد آباء الفلسفة العدمية والوجودية وما بعد الحداثة واللاسلطوية وخاصة اللاسلطوية الفردية. العمل الأساسي لشتيرنر هو الأنا العليا وذاتها، والتي طبعت لأول مرة سنة 1844 في لبسيا.